# Lista de atletas do Clube de Regatas do Flamengo em Jogos Olímpicos
Este artigo traz uma lista de atletas do Clube de Regatas do Flamengo em Jogos Olímpicos. Só são mencionados aqui atletas que durante os Jogos Olímpicos eram atletas do Flamengo.

## Histórico
A primeira participação de atletas do Flamengo em Olimpíadas ocorreu nos Jogos de Los Angeles em 1932, com Antônio Rebello Junior, José Pichler de Campos e Fernando Nabuco de Abreu, todos do remo.
Até os Jogos de Pequim em 2008, o Clube de Regatas do Flamengo teve 179 representações em 18 Olimpíadas, com a presença de 135 atletas de 15 esportes diferentes. É também no remo o maior número de atletas do Flamengo, num total de 42 representantes.
São dois os atletas que foram aos Jogos defender a bandeira de outros países senão a do Brasil: o judoca Sérgio Pessoa (1988), que foi defender o Canadá, e a jogadora de voleibol Tara Cross-Battle (Sidney 2000), que foi defender os EUA.

## Lista de atletas
- Dados atualizados até os Jogos de 2024[1]

### Atletismo
- Ivan Zanoni Hausen (Londres 1948)
- José Telles da Conceição[2] (Helsinque 1952, Melbourne 1956 e Roma 1960)
- João Pires Sobrinho (Melbourne 1956)
- Ulisses Laurindo dos Santos (Melbourne 1956)
- Affonso Coelho da Silva (Roma 1960)
- Sebastião Mendes (Roma 1960)
- Maria da Conceição Cypriano (México 1968)
- Luiz Gonzaga da Silva (Munique 1972)
- Luiz Carlos de Souza (Munique 1972)
- Éder Moreno Fialho (Sidney 2000)

```
** Total = 10 atletas
```

### Basquete
- Affonso Azevedo Évora (Londres 1948)
- Alfredo da Motta (Londres 1948 e Helsinque 1952)
- Zenny de Azevedo (Algodão) (Londres 1948, Helsinque 1952, Melbourne 1956 e Roma 1960)
- Hélio Marques Pereira (Helsinque 1952)
- Mário Jorge da Fonseca Hermes (Helsinque 1952)
- Raymundo Carvalho dos Santos (Helsinque 1952)
- Sebastião Amorim Gimenez (Helsinque 1952)
- Jamil Gedeão (Melbourne 1956)
- Fernando Pereira de Freitas (Roma 1960)
- Waldir Boccardo (Roma 1960)
- Marquinhos Abdalla (Moscou 1980)
- Milton Setrini Júnior (Carioquinha) (Moscou 1980 e Los Angeles 1984)
- Marcelo Vido (Los Angeles 1984)
- Nilo Martins Guimarães (Los Angeles 1984)

```
** Total = 14 atletas
```

### Canoagem
- Isaquias Queiroz (Tóquio 2020 e Paris 2024)
- Valdenice do Nascimento (Paris 2024)
- Mateus Nunes (Paris 2024)

```
** Total = 3 atletas
```

### Esgrima
- Moacyr Dunham (Berlim 1936)
- José Maria de Andrade Pereira (México 1968)

```
** Total = 2 atletas
```

### Futebol
- Gérson de Oliveira Nunes (Roma 1960)
- Ivo Soares (Tóquio 1964)
- Zé Luiz (Tóquio 1964)
- Luiz Henrique Byron de Mello (México 1968)
- Frederico Rodrigues de Oliveira (Munique 1972)
- Júlio César "Uri Geller" (Montreal 1976)
- Leovegildo Lins da Gama Júnior (Montreal 1976)
- Gilmar Popoca (Los Angeles 1984)
- Jorginho (Seul 1988)
- Andrade (Seul 1988)
- Zé Carlos (Seul 1988)
- Bebeto (Seul 1988 e Atlanta 1996)
- Sávio (Atlanta 1996)
- Zé Maria (Atlanta 1996)
- Athirson (Sidney 2000)
- Mozart Santos Batista Junior (Sidney 2000)

```
** Total = 16 atletas
```

### Ginástica artística
Fonte:
- Tatiana Figueiredo (Los Angeles 1984)
- Guilherme Saggese Pinto (Seul 1988)
- Luísa Parente (Seul 1988 e Barcelona 1992)
- Marco Antonio Monteiro (Barcelona 1992)
- Daniele Hypólito (Sidney 2000, Atenas 2004 e Pequim 2008)
- Diego Hypólito (Pequim 2008)
- Jade Barbosa (Pequim 2008 e Paris 2024)
- Rebeca Andrade (Tóquio 2020 e Paris 2024)
- Lorrane Oliveira (Paris 2024)
- Flávia Saraiva (Paris 2024)
- Diogo Soares (Paris 2024)

```
** Total = 11 atletas
```

### Halterofilismo
- Waldemar Silveira (Helsinque 1952)

```
** Total = 1 atleta
```

### Hipismo
- Nelson Pessoa Filho (Melbourne 1956)

```
** Total = 1 atleta
```

### Judô
- Frederico Flexa (Los Angeles 1984, Seul 1988 e Atlanta 1996)
- Sérgio Sano (Los Angeles 1984)
- Ezequiel Paraguassu (Seul 1988 e Barcelona 1992)
- Luís Yoshio Onmura (Seul 1988)
- Ricardo Sampaio Cardoso (Seul 1988)
- Sérgio Pessoa (Seul 1988)
- Walter Carmona (Seul 1988)
- Rosicléia Campos (Barcelona 1992 e Atlanta 1996)
- Henrique Guimarães (Sidney 2000)
- Leonardo Gergis Ferreira Leite (Pequim 2008)
- Rafaela Silva (Paris 2024)

```
** Total = 11 atletas
[
2
]
```

### Nado sincronizado
- Érika MacDavid (Seul 1988)
- Fernanda Veirano (Barcelona 1992)
- Cristiana Lobo (Barcelona 1992)
- Giovana Stephan (Pequim 2008)

```
** Total = 4 atletas
```

### Natação
- Scylla Venâncio (Berlim 1936)
- Piedade Coutinho (Londres 1948 e Helsinque 1952)
- Alfredo Carlos Machado (Munique 1972)
- Rômulo Duncan Arantes Júnior (Munique 1972, Montreal 1976 e Moscou 1980)
- Sérgio Waismann (Munique 1972)
- Maria Elisa Guimarães (Montreal 1976)
- Jorge Luiz Leite Fernandes (Moscou 1980, Los Angeles 1984 e Seul 1988)
- Ricardo Prado (Moscou 1980 e Los Angeles 1984)
- Patrícia Amorim (Seul 1988)
- Cristiano Michelena (Seul 1988 e Barcelona 1992)
- Fernando de Queiroz Scherer (Xuxa) (Atlanta 1996 e Sidney 2000)
- Rogério Aoki Romero (Sidney 2000)
- Alexandre Massura Neto (Sidney 2000)
- Mariana Brochado (Atenas 2004)
- Rafael Mósca (Atenas 2004)
- César Cielo (Londres 2012)
- Guilherme Caribé (Paris 2024)
- Murilo Sartori (Paris 2024)

```
** Total = 18 atletas
```

### Pentatlo moderno
- Guilherme Catramby Filho (Berlim 1936)

```
** Total = 1 atleta
```

### Polo aquático
- Fernando Carsalade (Los Angeles 1984)
- Solon dos Santos (Los Angeles 1984)

```
** Total = 2 atletas
```

### Remo
- Antônio Rebello Junior (Los Angeles 1932)
- Fernando Nabuco de Abreu (Los Angeles 1932)
- José Pichler de Campos (Los Angeles 1932 e Berlim 1936)
- Álvaro Portinho de Sá Freire (Berlim 1936)
- Erasmo de Souza Rocha (Berlim 1936)
- Roldão Macedo (Berlim 1936)
- Nelson Parente Ribeiro (Berlim 1936)
- Paschoal Caetano Rapuano (Berlim 1936)
- Henrique Cândido Camargo (Berlim 1936)
- Wilson de Freitas Coutinho (Berlim 1936)
- André Gustavo Richer (Melbourne 1956)
- José de Carvalho Filho (Melbourne 1956)
- Sylvio Augusto (Melbourne 1956)
- Harry Edmund Klein (Roma 1960, México 1968 e Munique 1972)
- Edgar Gijsen (México 1968)
- Érico de Souza (Munique 1972)
- Raul Bagattini (Munique 1972 e Montreal 1976)
- Atalíbio Mangioni (Montreal 1976)
- Gilberto Gerhardt (Montreal 1976)
- Nilton Silva Alonço (Montreal 1976, Los Angeles 1984 e Seul 1988)
- Sergio Brasil Sztancsa (Montreal 1976)
- Wandir Kuntze (Montreal 1976 e Moscou 1980)
- Henrique Gustavo Johann (Moscou 1980)
- José Claudio Lazarotto (Moscou 1980)
- Laildo Ribeiro Machado (Moscou 1980 e Los Angeles 1984)
- Manoel Therezo Novo (Moscou 1980 e Los Angeles 1984)
- Ricardo Esteves de Carvalho (Moscou 1980, Los Angeles 1984 e Seul 1988)
- Ronaldo Esteves de Carvalho (Moscou 1980, Los Angeles 1984 e Seul 1988)
- Valter Luis Hime Pinheiro Soares (Moscou 1980 e Los Angeles 1984)
- Waldemar Antonio Trombetta (Moscou 1980 e Seul 1988)
- Angelo Rosso Neto (Los Angeles 1984 e Seul 1988)
- Denis Antônio Marinho (Los Angeles 1984 e Seul 1988)
- Ricardo Daniel Ibarra (Los Angeles 1984)
- Flavio Andrade de Melo (Seul 1988)
- Marcos Alves Arantes (Seul 1988)
- Claudio Mello Tavares (Barcelona 1992)
- Carlos Alberto Leite Sobrinho (Barcelona 1992)
- Carlos Alexandre Buckton de Almeida (Barcelona 1992)
- Cleber Fabiano Ferraz Leite (Barcelona 1992)
- José Augusto de Alencar Loureiro Junior (Barcelona 1992)
- José Raimundo Gusmão Ribeiro (Barcelona 1992)
- Dirceu Antônio Marinho (Atlanta 1996)
- Alejandra Alonso (Paris 2024)

```
** Total = 43 atletas
```

### Tiro esportivo
- Alberto Pereira Braga (Londres 1948 e Helsinque 1952)
- Delival da Fonseca Nobre (Montreal 1976, Los Angeles 1984 e Seul 1988)

```
** Total = 2 atletas
```

### Vôlei de quadra
- Regina Villela dos Santos (Moscou 1980)
- Maria Isabel Barroso Salgado Alencar (Moscou 1980 e Los Angeles 1984)
- Jacqueline Louise Cruz Silva (Moscou 1980 e Los Angeles 1984)
- Kátia Andreia Caldeira Lopes (Sidney 2000)
- Leila Gomes de Barros (Sidney 2000)
- Virna Cristine Dantas Dias (Sidney 2000)
- Tara Cross-Battle (Sidney 2000)

```
** Total = 7 atletas
```

## Estatísticas

### Resumo das participações
| Masculino         | 3 | 10 | 5 | 9 | 9 | 8 | 1 | 4 | 9 | 10 | 14 | 20 | 21 | 9  | 6 | 7  | 1 | 2 | 14 | 3  | 2 | 5  |
| Feminino          | 0 | 1  | 1 | 1 | 0 | 0 | 0 | 1 | 0 | 1  | 3  | 3  | 4  | 4  | 2 | 5  | 2 | 3 | 7  | 8  | 5 | 7  |
| Total de atletas  | 3 | 11 | 6 | 9 | 9 | 8 | 1 | 5 | 9 | 11 | 17 | 23 | 25 | 13 | 8 | 12 | 3 | 5 | 21 | 11 | 7 | 12 |
| Ouro              | 0 | 0  | 0 | 0 | 0 | 0 | 0 | 0 | 0 | 0  | 0  | 0  | 0  | 0  | 0 | 0  | 0 | 0 | 0  | 0  | 2 | 1  |
| Prata             | 0 | 0  | 0 | 0 | 0 | 0 | 0 | 0 | 0 | 0  | 0  | 3  | 3  | 0  | 0 | 0  | 0 | 0 | 0  | 0  | 1 | 3  |
| Bronze            | 0 | 0  | 3 | 1 | 0 | 3 | 0 | 0 | 0 | 0  | 1  | 0  | 0  | 0  | 4 | 3  | 0 | 0 | 1  | 0  | 0 | 5  |
| Total de medalhas | 0 | 0  | 3 | 1 | 0 | 3 | 0 | 0 | 0 | 0  | 1  | 3  | 3  | 0  | 4 | 3  | 0 | 0 | 1  | 0  | 3 | 9  |

### Atletas por modalidade
1) Remo - 49
2) Natação - 26
3) Futebol - 17
4) Basquetebol - 17
5) Ginástica artística - 18
6) Judô - 12
7) Atletismo - 10
8) Nado sincronizado - 6
9) Voleibol - 5
10) Polo aquático - 3
11) Canoagem de velocidade - 4
11) Esgrima - 2
12) Tiro - 2
13) Halterofilismo - 1
14) Hipismo - 1
15) Pentatlo moderno - 1

## Medalhistas
Fontes:
- 1948 – Affonso Azevedo Évora (Basquete) – Bronze
- 1948 – Alfredo da Motta (Basquete) – Bronze
- 1948 – Zenny de Azevedo (Basquete) – Bronze
- 1952 – José Telles da Conceição (Atletismo – Salto em altura) – Bronze
- 1960 – Fernando Freitas (Basquete) – Bronze
- 1960 – Waldyr Boccardo (Basquete) – Bronze
- 1960 – Zenny de Azevedo (Basquete) – Bronze
- 1980 – Jorge Fernandes (Natação – 4x200m livres) – Bronze
- 1984 – Gilmar Popoca (Futebol) – Prata
- 1984 – Jorginho (Futebol) – Prata
- 1984 – Ricardo Prado (Natação – 400m Medley) – Prata
- 1988 – Andrade (Futebol) – Prata
- 1988 – Bebeto (Futebol) – Prata
- 1988 – Zé Carlos (Futebol) – Prata
- 1996 – Bebeto (Futebol) – Bronze
- 1996 – Fernando Scherer (Natação – 50m Livres) – Bronze
- 1996 – Sávio (Futebol) – Bronze
- 1996 – Zé Maria (Futebol) – Bronze
- 2000 – Fernando Scherer (Natação – 4x100m Livres) – Bronze
- 2000 – Leila Barros (Vôlei) – Bronze
- 2000 – Virna Dias (Vôlei) – Bronze
- 2012 – César Cielo (Natação) – Bronze
- 2020 - Rebeca Andrade - (Ginástica Artística - individual geral) - Prata
- 2020 - Rebeca Andrade - (Ginástica Artística - salto sobre a mesa) - Ouro
- 2020 - Isaquias Queiroz (Canoagem - C1 1000m) - Ouro
- 2024 - Rebeca Andrade - (Ginástica Artística - solo) - Ouro
- 2024 - Rebeca Andrade - (Ginástica Artística - individual geral) - Prata
- 2024 - Rebeca Andrade - (Ginástica Artística - salto sobre a mesa) - Prata
- 2024 - Isaquias Queiroz - (Canoagem - C1 1000m) - Prata
- 2024 - Jade Barbosa - (Ginástica Artística - equipes) - Bronze
- 2024 - Flávia Saraiva - (Ginástica Artística - equipes) - Bronze
- 2024 - Lorrane Oliveira - (Ginástica Artística - equipes) - Bronze
- 2024 - Rafaela Silva - (Judô - equipe mista) - Bronze

### Ranking de medalhas por esporte
| Esporte   |   |    |    | Total |
| --------- | - | -- | -- | ----- |
| Ginástica | 2 | 3  | 4  | 9     |
| Remo      | 1 | 0  | 0  | 1     |
| Futebol   | 0 | 5  | 3  | 8     |
| Natação   | 0 | 1  | 4  | 5     |
| Basquete  | 0 | 0  | 6  | 6     |
| Vôlei     | 0 | 0  | 2  | 2     |
| Atletismo | 0 | 0  | 1  | 1     |
| Canoagem  | 1 | 1  | 0  | 2     |
| Judo      | 0 | 0  | 1  | 1     |
| Total     | 4 | 10 | 21 | 35    |

Obs: Nos esportes coletivos, cada atleta do clube que conquistou medalha, está contabilizado individualmente no quadro acima.